# دياني ويلكينز
دياني ويلكينز (بالإنجليزية: Diane Wilkins)‏ هي مخرجة أمريكية، ولدت في 1958.